# Alissa White-Gluz
Alissa White-Gluz (Montreal, 31 juli 1985) is een Canadees metalzangeres.

## Biografie
In 2004 werd White-Gluz lid van de Canadese metalcoreband The Agonist. Na het vertrek in 2014 van Angela Gossow, die zich op haar privéleven en het management van de band Arch Enemy wilde storten, werd White-Gluz de nieuwe zangeres van de band Arch Enemy.

## Discografie

### The Agonist
- Once Only Imagined  (2007)
- Lullabies for the Dormant Mind  (2009)
- Prisoners  (2012)

### Arch Enemy
- War Eternal (2014)
- Will to Power (2017)
- Deceivers (2022)
- Blood Dynasty (2025)

### Gastoptredens
- Charlotte Wessels, in het lied "Ode to the West Wind" - Album: The Obsession
- Plasmarife- in het lied "From The Trail of Ashes-Album: While You Were Sleeping The World Changed In An Instant
- Blackguard – in het lied "The Sword" – Album: Profugus Mortis
- Kamelot – in het lied "Sacrimony (Angel of Afterlife)" – Album: Silverthorn
- Delain – in het lied "The Tragedy Of The Commons" – Album: The Human Contradiction
- Kamelot - op de liedjes "Liar Liar (Wasteland Monarchy)" en "Revolution" - Album: Haven (Kamelot)
- Delain - in het lied "Hands of Gold" - Album: Moonbathers
- Powerwolf - in het lied "Demons Are a Girls Best Friend" - Single

- International Standard Name Identifier: 0000 0004 5972 3596
- Library of Congress Control Number: no2021039168
- MusicBrainz: d6228c97-5b2e-47d1-8d99-06bf7484be54
- Virtual International Authority File: 16147602322757640709